# ألفارو هرنانديز دي ميغيل
ألفارو هرنانديز دي ميغيل (بالإسبانية: Álvaro Hernández de Miguel)‏ (9 أغسطس 1990 في إسبانيا - ) هو لاعب كرة قدم إسباني في مركز الدفاع. لعب مع نادي تطيلانو ونومانسيا وCD Numancia B ‏.

## وصلات خارجية
- ألفارو هرنانديز دي ميغيل على موقع Soccerway.com (الإنجليزية)
- ألفارو هرنانديز دي ميغيل على موقع AS.com (الإسبانية)